# Todarodinae
Todarodinae (лат.) — подсемейство головоногих моллюсков из отряда десятируких семейства Ommastrephidae. Типовой род — Todarodes. Ареал представителей подсемейства охватывают большую часть Мирового океана. Являются ценными промысловыми моллюсками. Один из видов, Todarodes pacificus, составляет половину всего улова головоногих моллюсков в мире.
Включает 4 рода и 10 видов:
- Род Martialia

- Martialia hyadesii

- Род Nototodarus

- Nototodarus gouldi
- Nototodarus hawaiiensis
- Nototodarus sloanii

- Род Todarodes

- Todarodes angolensis
- Todarodes filippovae
- Todarodes pacificus — Тихоокеанский кальмар
- Todarodes pusillus
- Todarodes sagittatus

- Род Todaropsis

- Todaropsis eblanae